# Тан Инь
Тан Инь (кит. 唐寅, 1470, Сучжоу — 1524, там же), также известен как Тан Боху (кит. 唐伯虎)  — китайский художник, каллиграф и поэт династии Мин.

## Биография
Из семьи небогатого торговца, получил блестящее образование. Женился в 1488 году. Однако в 1494 умирают его жена и отец, а год спустя — мать и младшая сестра. В пятнадцать лет блестяще сдал уездные экзамены, а в 1497 году отправился в Нанкин, где прошёл провинциальные испытания, получив титул цзеюань (解元), который присуждался наиболее выдающимся кандидатам. Перед сдачей столичных экзаменов в Пекине был уличен в нечестности (он вместе с другом подкупил слугу одного из экзаменаторов, чтобы узнать содержание вопросов), вернулся на родину и отказался от карьеры. Был дружен с Вэнь Чжэнмином и другими известными художниками-каллиграфами своего времени. Его жизнь стала предметом популярных историй. Автор пейзажей, сцен из домашней и придворной жизни.

Примеры работ
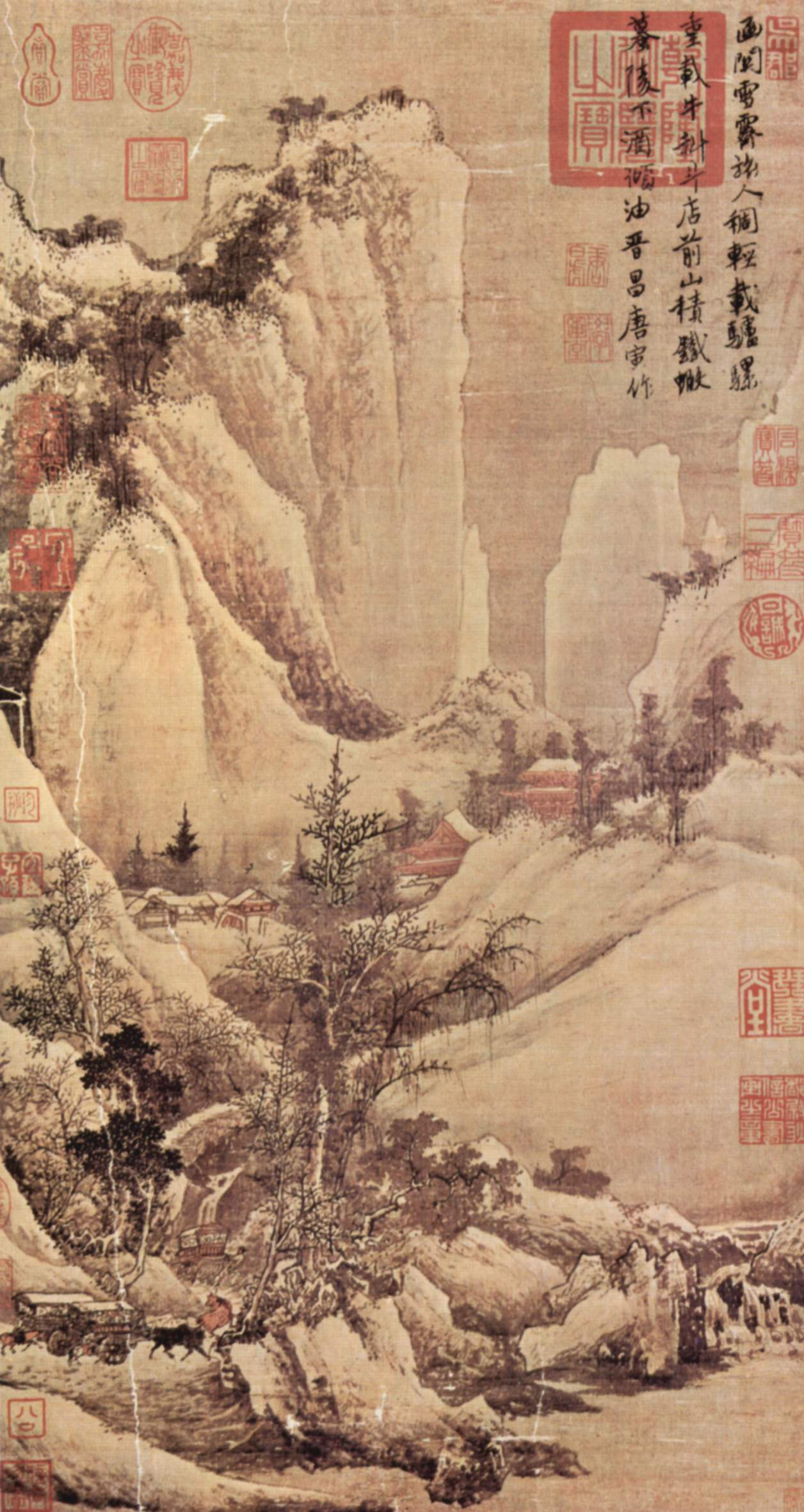
Горный проход после снегопада
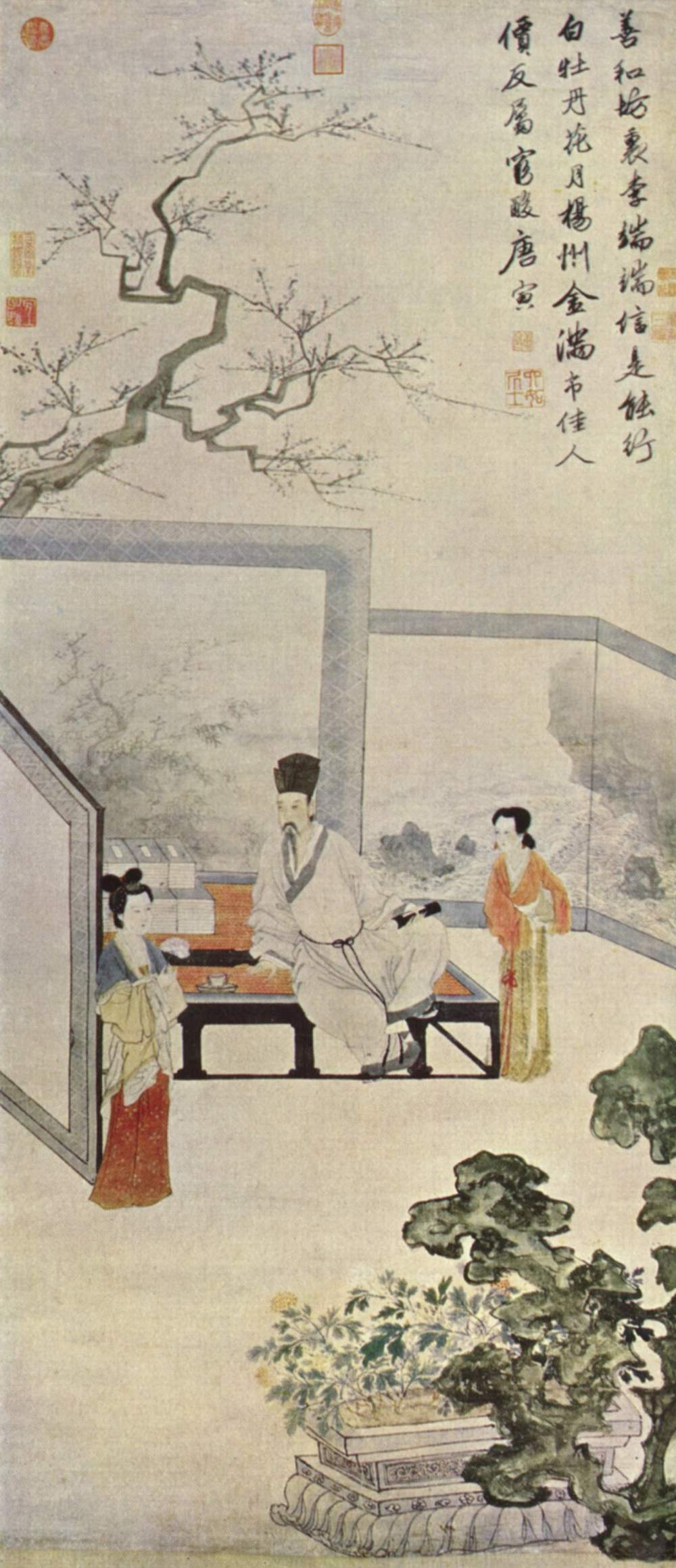
Домашняя сценка
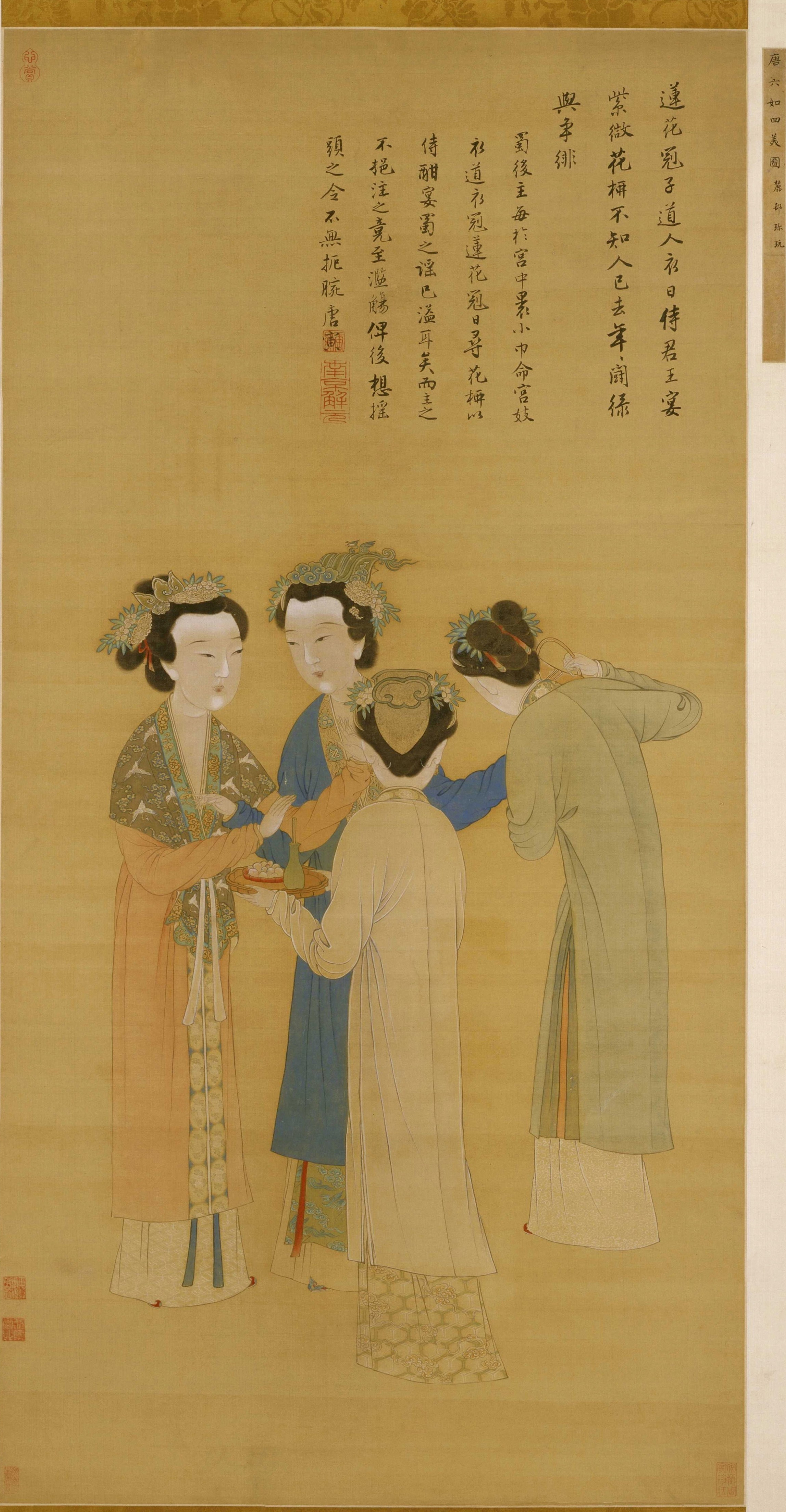
Придворные дамы Ранней Шу

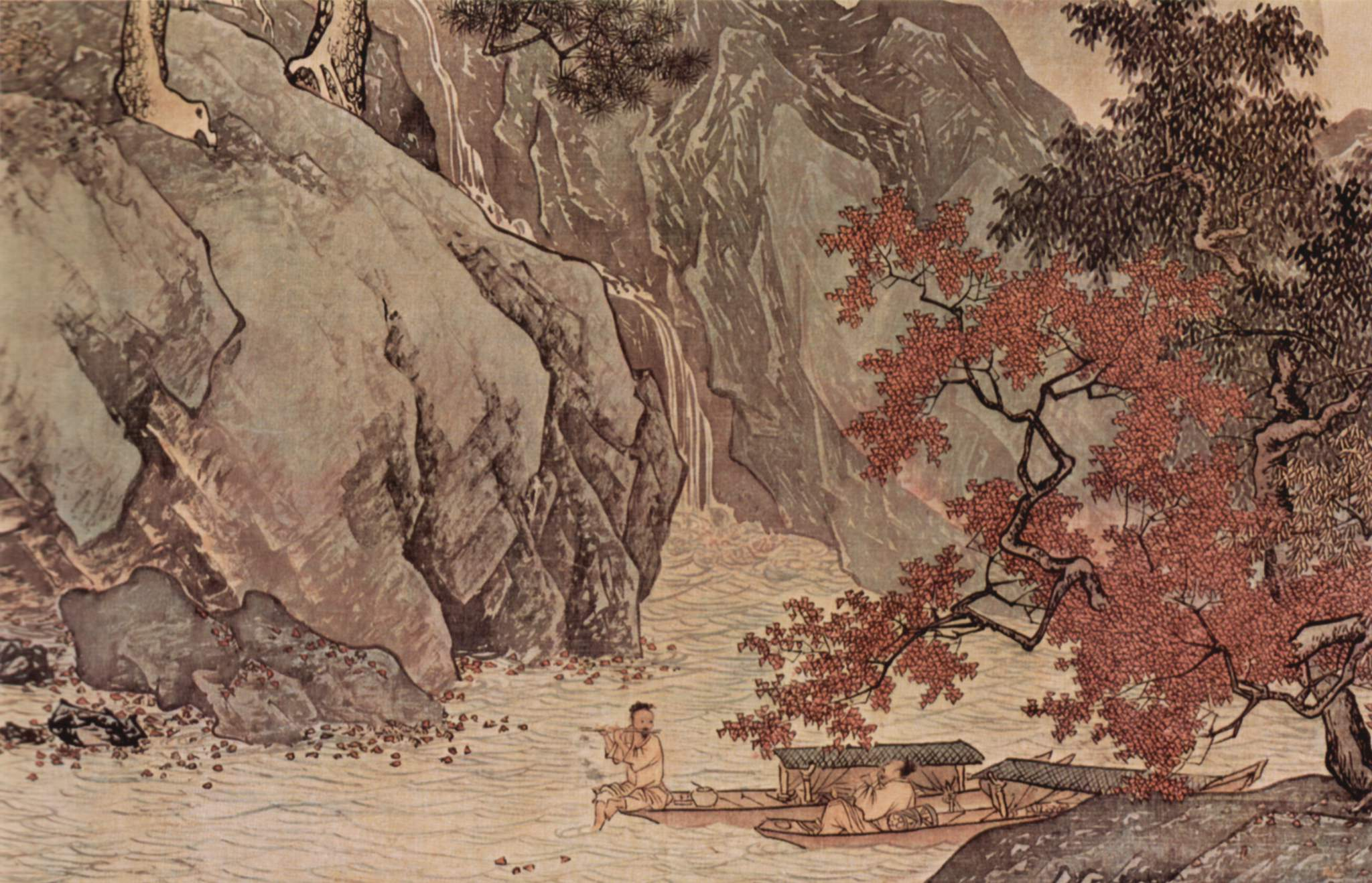
Рыбак на осенней реке